# CRESCENT (ゲーム)
『CRESCENT』（クレセント）は、1993年10月21日にシルキーズより発売されたアダルトゲーム。

## 概要
シルキーズ作品第7弾。第2弾『PREMIUM』や第4弾『PREMIUM II』と同様のオーソドックスなコマンド総当たりのゲームシステムの下、分岐無しの短編シナリオを4本収録した、オムニバス形式のアドベンチャーゲーム。
なお、本作は当初『PREMIUM III』として開発されていた。

## シナリオ一覧
- 魔性の謝肉祭
- 博士の見えない欲望
- 乙女探偵ボディーアタック
- 禁断の秘湯